# Projection azimutale équivalente de Lambert
Ne doit pas être confondu avec Projection conique conforme de Lambert.

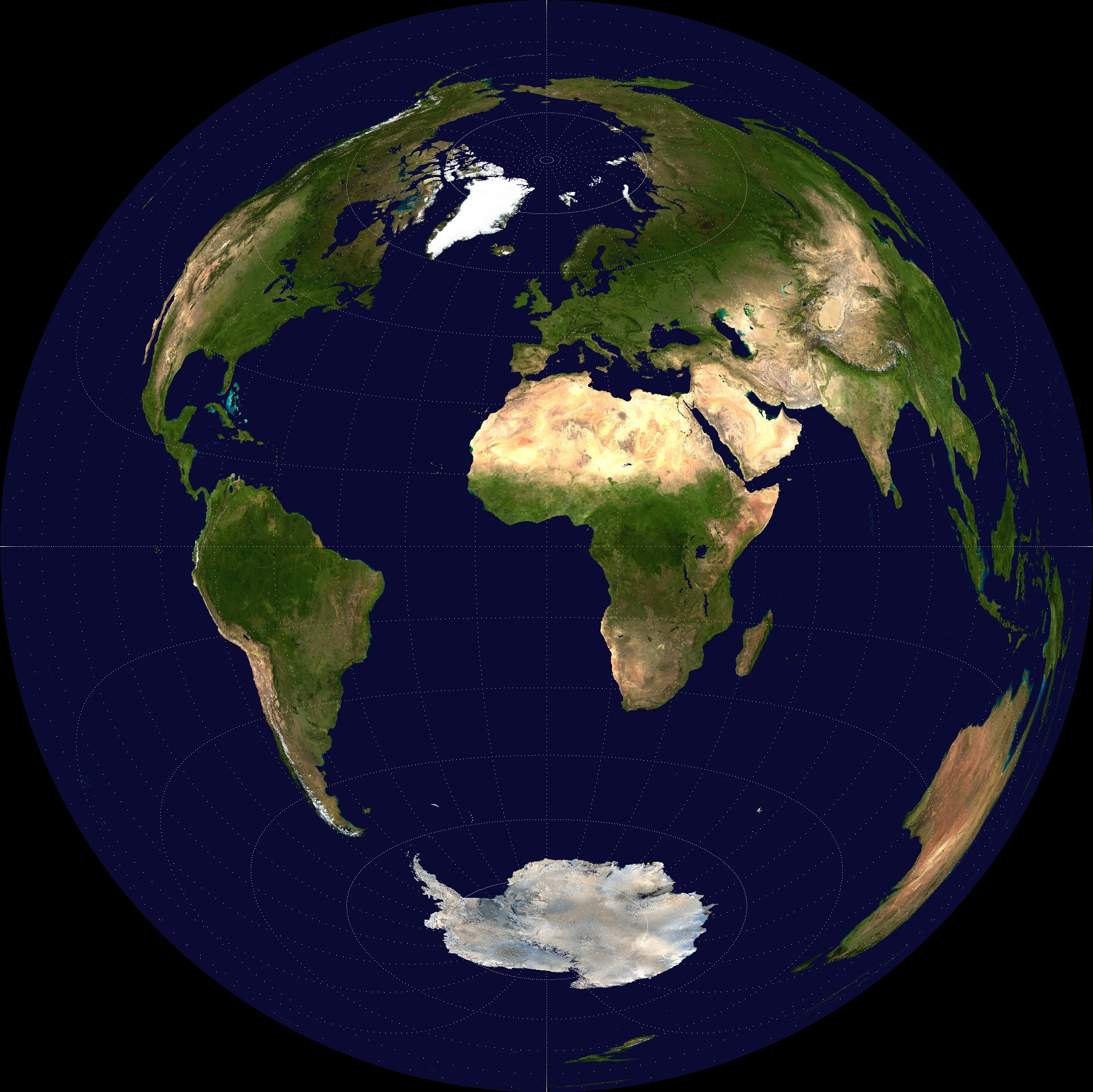
La projection azimutale équivalente de Lambert de la Terre. Son centre est 0° N 0° E dont l'antipode 0° N 180° E se situe près de Kiribati dans l'Océan Pacifique. Cet antipode ainsi projeté forme la circonférence du disque.

La projection azimutale équivalente de Lambert est une manière de projeter une sphère sur un plan, et en particulier, une façon de représenter entièrement la surface de la Terre sous la forme d'un disque. C'est donc une projection cartographique azimutale conçue (parmi d'autres) en 1772 par le mathématicien alsacien Johann Heinrich Lambert.

## Description

Schématisation en coupe de la projection de la sphère sur le plan.

Cette projection de Lambert "projette directement" sur un plan (projection azimutale) et conserve localement les surfaces (projection équivalente) ; mais ne conserve pas les angles (projection non conforme). Elle est assez proche (à petite échelle) de la projection perspective et plus particulièrement de la projection stéréographique où la représentation des parallèles divergent également.

## Définition mathématique
Les formules de cette projection cartographique ont la même forme générale que celles de la projection perspective :
| {\displaystyle x=\alpha '\cos(\varphi )\sin(\lambda -\lambda _{0})} {\displaystyle y=\alpha '(\sin(\varphi -\varphi _{0})-\sin(\varphi _{0})\cos(\varphi )(\cos(\lambda -\lambda _{0})-1))} |

mais {\displaystyle \alpha '} est plus complexe que {\displaystyle \alpha } :
{\displaystyle \alpha '={\sqrt {2 \over (1+\cos(\varphi -\varphi _{0})+\cos(\varphi _{0})\cos(\varphi )(\cos(\lambda -\lambda _{0})-1))}}}

La transformation inverse est donnée par les formules :
| {\displaystyle \varphi =\arcsin \left({\sin(\varphi _{0})\cos c+{y\cos(\varphi _{0})\sin c \over \rho }}\right)} {\displaystyle \lambda =\lambda _{0}+\arctan \left({x\sin c \over \rho \cos(\varphi _{0})\cos c-y\sin(\varphi _{0})\sin c}\right)} |

où
| {\displaystyle \rho ={\sqrt {x^{2}+y^{2}}}} {\displaystyle c=2\arcsin \left({1 \over 2}\rho \right)} |